# Raï

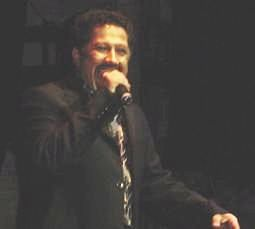
Pop-raï-sångaren Khaled under en konsert i New York 2002.

Raï är en sorts folkmusik från Algeriet. Det finns versioner som blandats med populärmusik, benämnd pop-raï. Till stilen påminner den till viss del om blues och musikstilarna beskrivs ha fyllt en liknande funktion socialt. Ordet raï betyder "åsikt" men används även vardagligt som ett gillande utrop.
Raï har sitt ursprung i staden Oran i Algeriet där beduiners musik blandades med influenser från spansk, fransk och arabisk musik. Raï framfördes ofta av kvinnor som levde som professionella underhållare med låg social status. Under 1930- och 40-talen blandades influenser från kabaré och jazz in.
Från 1960-talet blev rock och pop populärt och vissa raïmusiker började blanda musikstilarna. Under 1970-talet spreds musikstilen både inom och utanför Algeriet genom artister som Cheb Khaled (eller bara Khaled), Cheb Mami, Cheb Sahraoui och Chaba Fadela. Cheb och Chaba är egentligen inte namn, utan ett slags prefix med betydelsen "kille" eller "tjej".
1979 fick Chaba Fadela en hit med Ana ma h'lali ennoum, vilket anses som pop-raïens stora genombrott. Tidens raïtexter handlade om olycklig kärlek, sex och sprit, och kompades gärna med nymodigheten synthesizer.
Musikstilen har kallats subversiv och farlig, som afroamerikansk musik i USA under 1900-talets första hälft. De algeriska myndigheterna har på olika sätt försökt reglera och styra musikstilen och dess yttringar. Under 1980-talet ökade musikstilens popularitet och 1986 hölls den första statligt sanktionerade raï-festivalen i Algeriet. Samma år hölls en liknande festival i Bobigny i Frankrike. 1992 slog Khaleds skiva Khaled igenom i Frankrike, trots att den nästan helt sjöngs på arabiska.
Under 1990-talet växte rena hot och förföljelser från muslimskt fundamentalistiskt håll fram, i försöken att hålla ordning på den subversiva musiken. Som följd blev en av de största raïartisterna, Cheb Hasni, mördad år 1994. Många algeriska raïartister flyttade utomlands, främst till Frankrike.